# Leptinella

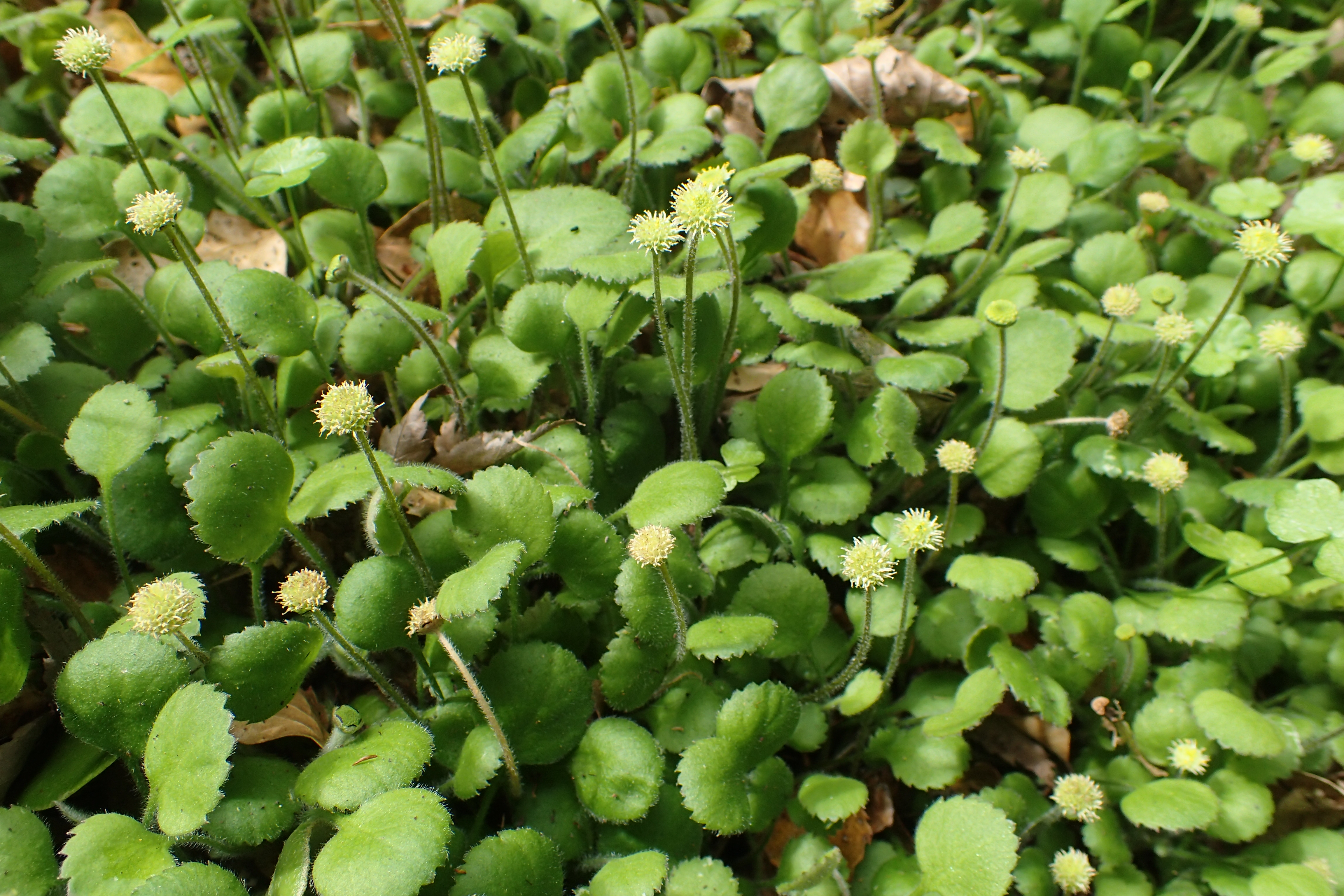
Leptinella rotundata

Leptinella (Leptinella (Cass.) Cass.) – rodzaj roślin z rodziny astrowatych (Asteraceae). Obejmuje 34 gatunków. Występują one na Nowej Gwinei, Australii, Nowej Zelandii (tu rodzaj jest najbardziej zróżnicowany – 24 gatunki są rodzime dla tych wysp), wyspach Subantarktyki, w Patagonii i na Falklandach. Rośliny te uprawiane są jako okrywowe (zwłaszcza Leptinella squalida i leptinella pięciornikowata L. potentillina).

## Morfologia

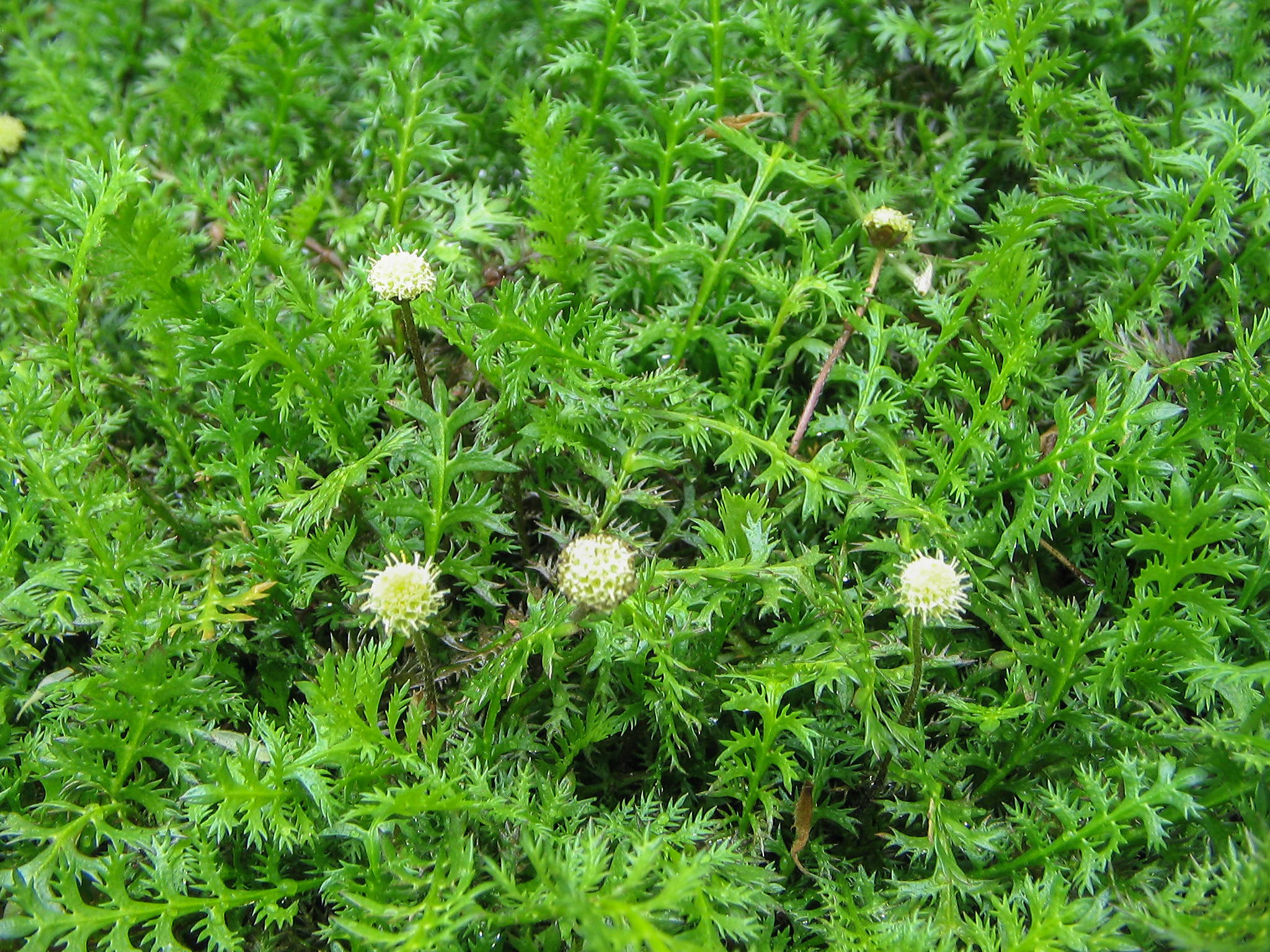
Leptinella squalida

PokrójByliny, czasem rosnące też jako rośliny jednoroczne. Z reguły płożące, rzadziej podnoszące się.
LiścieSkrętoległe lub naprzeciwległe, pierzasto podzielone pojedynczo lub podwójnie.
KwiatyZebrane w pojedyncze koszyczki wznoszące się na nagich szypułach lub z pojedynczymi lub kilkoma zredukowanymi podsadkami. Okrywa o kształcie półkulistym, tworzona jest przez dwa szeregi listków, na brzegach zwykle wąsko obłonionych. Dno kwiatostanowe płaskie do stożkowato wypukłego, bez plewinek. Wszystkie kwiaty rurkowate, przy czym zewnętrzne żeńskie, rurkowate, żółte, na szczycie z czterema ząbkami. Kwiaty wewnątrz koszyczka funkcjonalnie męskie z podobną koroną.
OwoceNiełupki jajowate do walcowatych, na przekroju od okrągłych, poprzez owalne do nieco spłaszczonych, bez wyraźnych żeber i bez włosków puchu kielichowego.

## Systematyka
Pozycja systematyczna
Rodzaj z podplemienia Cotulinae z plemienia Anthemideae z podrodziny Asteroideae w obrębie rodziny astrowatych (Asteraceae). 
Wykaz gatunków
- Leptinella albida (D.G.Lloyd) D.G.Lloyd & C.J.Webb
- Leptinella altilitoralis (P.Royen & D.G.Lloyd) D.G.Lloyd & C.J.Webb
- Leptinella atrata (Hook.f.) D.G.Lloyd & C.J.Webb
- Leptinella calcarea (D.G.Lloyd) D.G.Lloyd & C.J.Webb
- Leptinella conjuncta Heenan
- Leptinella dendyi (Cockayne) D.G.Lloyd & C.J.Webb
- Leptinella dioica Hook.f.
- Leptinella dispersa (D.G.Lloyd) D.G.Lloyd & C.J.Webb
- Leptinella drummondii (Benth.) D.G.Lloyd & C.J.Webb
- Leptinella featherstonii F.Muell.
- Leptinella filicula (Hook.f.) Hook.f.
- Leptinella filiformis (Hook.f.) D.G.Lloyd & C.J.Webb
- Leptinella goyenii (Petrie) D.G.Lloyd & C.J.Webb
- Leptinella intermedia (D.G.Lloyd) D.G.Lloyd & C.J.Webb
- Leptinella lanata Hook.f.
- Leptinella leptoloba (Mattf.) D.G.Lloyd & C.J.Webb
- Leptinella longipes Hook.f.
- Leptinella maniototo (Petrie) D.G.Lloyd & C.J.Webb
- Leptinella minor Hook.f.
- Leptinella nana (D.G.Lloyd) D.G.Lloyd & C.J.Webb
- Leptinella pectinata (Hook.f.) D.G.Lloyd & C.J.Webb
- Leptinella plumosa Hook.f.
- Leptinella potentillina F.Muell. – leptinella pięciornikowata[8]
- Leptinella pusilla Hook.f.
- Leptinella pyrethrifolia (Hook.f.) D.G.Lloyd & C.J.Webb
- Leptinella reptans (Benth.) D.G.Lloyd & C.J.Webb
- Leptinella rotundata (Cheeseman) D.G.Lloyd & C.J.Webb
- Leptinella sarawaketensis (P.Royen & D.G.Lloyd) D.G.Lloyd & C.J.Webb
- Leptinella scariosa Cass.
- Leptinella serrulata (D.G.Lloyd) D.G.Lloyd & C.J.Webb
- Leptinella squalida Hook.f.
- Leptinella tenella (A.Cunn.) D.G.Lloyd & C.J.Webb
- Leptinella traillii (Kirk) D.G.Lloyd & C.J.Webb
- Leptinella wilhelminensis (P.Royen) D.G.Lloyd & C.J.Webb